# Дивергентни редови

Les séries divergentes sont en général
quelque chose de bien fatal et c’est une honte qu’on ose y fonder aucune démonstration. 
("Дивергентни редови су генерално нешто фатално, и штета је базирати било какав доказ за њих." Често се преводи и као "Дивергентни редови су проналазак ђавола …")

Н. Х. Абел, писмо Холбоу, јануар 1826, прештампан у тому 2 његових сабраних дела.
У математици, дивергентни редови су бесконачни редови који нису конвергентни, што значи да бесконачан низ парцијалних сума низа нема коначних граница.
Ако ред конвергира, појединачни чланови се морају приближавати нули. Следи да сваки ред у коме се поједини чланови не приближавају нули дивергира. Међутим, за конвергирање су потребни додатни услови: не конвергирају сви редови чији се чланови приближавају нули. Пример је хармонијски ред
{\displaystyle 1+{\frac {1}{2}}+{\frac {1}{3}}+{\frac {1}{4}}+{\frac {1}{5}}+\cdots =\sum _{n=1}^{\infty }{\frac {1}{n}}.}
Дивергенција хармонијског низа је доказана од стране средњовековног математичара Никола Оресме.
У посебним математичким контекстима, могуће је вредност објективно придружити одређеном низу чији низ парцијалних сума дивергира. Тако се даје други смисао дивергентности реда. Поступак метода сумирања или метода сума је парцијална функција из скупа низова до вредности. На пример, Цесаро сабирање додељује Грандијевим дивергентним редовима
{\displaystyle 1-1+1-1+\cdots }
вредност 1/2. Цесаро сумирање је метод просека, по томе што се ослања на аритметичку средину низа парцијалних сума. Друге методе укључују аналитичко настављање сличних низова. У физици, постоји широк спектар метода сумирања; о њима је дискутовано у више детаља у чланку о регуларизацији.

## Историја
... пре Кошија математичари се нису прво питали 'Како ћемо дефинисати 1−1+1...?' већ 'Шта је 1−1+1...?' и та навика размишљања их је водила у непотребне недоумице и контроверзе које су често биле чисто вербалне.

Г. Х. Харди, Дивергентни редови, страна 6
Пре 19. века дивергентни редови су били у широкој употреби од стране Ојлера и других, али су често доводили до конфузних и контрадикторних резултата. Главни проблем је била Ојлерова идеја да дивергентни редови треба природно да имају суму, без претходног дефинисања шта се подразумева под збиром дивергентног реда. Коши је на крају дао строгу дефиницију збира (конвергентног) реда, и неко време након овога дивергентни редови су углавном искључени из математике. Они су се поново појавили 1886. године са Поенкареовим радом о асимптотским низовима. Године 1890. Цесаро је схватио да се може дати ригорозна дефиниција збира неког дивергентног реда, и дефинисао је Цесаро сабирање. (Ово није била прва употреба Цесаро сабирања који је имплицитно користио Фробениус 1880.; кључни Цесаров допринос није био откриће овог метода, већ његова идеја да треба дати експлицитну дефиницију збира дивергентног низа.) Годинама после Цесарових новина неколико других математичара дало је друге дефиниције збира дивергентних редова, иако они нису увек били компатибилни: различите дефиниције могу дати различите одговоре за збир истих дивергентних редова, тако да када се говори о збиру дивергентних редова, потребно је одредити које методе сумирања су коришћење.

## Теореме о методама сумирања дивергентних редова
Метод сумирања М је регуларан, ако се слаже са стварним лимитом на свим конвергентним редовима. Такав резултат се зове абелиан теорема за М, са прототипом Абелове теореме. Занимљивији и уопште суптилнији су парцијални резултати, који се називају таубериан теорема, из прототипа доказаног од стране Алфреда Таубера. Овде парцијални резултат значи да ако М сумира низ Σ, а неки страни уређај има, онда је Σ конвергира на првом месту; без бочног услова такав резултат би рекао да је М сумирао само конвергентни низ (правећи га бесмисленим као метод сумирања за дивергентне редове).
Оператер који даје збир конвергентног реда је линеаран, и то проистиче из Хан-банахове теореме која се може проширити и на методе сумирања сабирајући било којиред са целовитим парцијалним збиром. Ова чињеница није веома корисна у пракси, јер има много таквих локала, који су у конзистенцији међусобно, као и због тога што доказивање таквих постојећих оператера захтева позивање на аксиому избора или њених еквивалената, као што је Зорнова лема. Они су стога неконструктивни.
Предмет дивергентног реда, као домена математичке анализе, првенствено се бави експлицитним и природним техникама као што су Абелово сабирање, Цесаро сабирање и Борел сабирање, и њихови односи. Појава Винерове таубериан теореме обележена као епоха у предмету, уводи неочекиване везе са методама Банакове алгебре у Фуријеовим анализама. 
Сума дивергентног реда се односи и на методе екстраполације и секвенцијалне трансформације као нумеричке технике. Примери за такве технике су Паде апроксимантс, Левин-тајп секвенцијална трансформација и зависно мапирање у вези са техникама ренормализације за велику теорију пертурбације у квантној механици. 

## Својства методе сумирања
Метод сумирања се обично концентрише на редослед парцијалних сума реда. Иако ово секвенца не конвергира, често можемо наћи да када узмемо просек већих и већих бројева почетних услова у низу, просек конвергира, а можемо користити овај просек уместо лимита за процену збира реда . Дакле, у процени
 a = a0 + a1 + a2 + ..., радимо са редоследом s, где је s0 = a0 and sn+1 = sn + an+1. У конвергентном случају, редослед ѕ приближава лимит. Метод сумирања се може посматрати као нека функција из скупа низа парцијалних сума до вредности. Ако је А свака метода сумирања која додељује вредности низу секвенци, можемо механички превести ово на методу сумирања низа  AΣ која додељује исте вредности одговарајућем низу. Постоје одређене особине које је пожељно да ове методе имају да стигну на вредности које одговарају границама и сумама.
1. Регуларност. Метод сумирања је регуларан ако, кад год низ ѕ конвергира у x, A(s) = x. Еквивалентно, одговарајући метод сумирања низа процењује  AΣ(a) = x.
2. Линеарност. А је линеарно уколико је линеарна функционалност на секвенцама где је дефинисана, тако да се  A(k r + s) = k A(r) + A(s) за секвенцу r, s и реални или комплексни скалар k. Како су изрази an+1 = sn+1 − sn низа a линеарно функционални на секвенцу ѕ и обрнуто, ово је еквивалентно да је AΣ линеарно функционална на изразе низа.
3. Стабилност (назива се и транслативност). Ако је s је секвенца која почиње од s0 и ако је s′ секвенца која се добија изостављањем прве вредност и њеним умањењем из остатка, тако да је s′n = sn+1 − s0, тада је A(s) дефинисано само ако је A(s′) дефинисано, и ако је A(s) = s0 + A(s′). Еквивалентно, када је a′n = an+1 а свако n, тада је AΣ(a) = a0 + AΣ(a′).[1][2] Други начин навођења овога је да правило смене мора да важи за низ који је сумиран овим методом.

Трећи услов је мање важан, а неке значајне методе, као што је Борел сабирање, га не поседују
.
Такође се може добити слабија алтернатива до последњег стања. 
1. Коначна ре-индексабилност. Ако су a и a′ два реда таква да постоји бијекција {\displaystyle f:\mathbb {N} \rightarrow \mathbb {N} } таква да ai = a′f(i) за свако i, и ако постоји неко {\displaystyle N\in \mathbb {N} } такво да ai = a′i за свако i > N, онда AΣ(a) = AΣ(a′). (Једном речју, a′ је исти ред као a, са коначно много  ре-индексираних израза.) Приметимо да је слабији услов од стабилности, јер сваки метод сумирања који укључује стабилност укључује и коначну ре-индексабилност, али конверзација није тачна.

Пожељна особина два метода сумирања A и B да деле је конзистенција: A и B су конзистентни за сваки низ s за који оба додељују вредности, A(s) = B(s). Ако су два метода конзистентна и један сумира више редова него други, онај који сумира више редова је јачи.
Постоје снажне нумеричке методе сумирања које нису ни редовне ни линеарне, пример нелинеарних секвенцијалних трансформација као што је Левин-тајп секвенцијална трансформација и Паде апроксимантс, као и зависне пертурбативни редови засновани на техникама ренормализације.
Узимајући регуларност, линеарност и стабилност као аксиоме, могуће је сумирати многе дивергентне редове основним алгебарским манипулацијама. Ово делимично објашњава зашто многе различите методе сумирања дају исти одговор за одређене редове. 
На пример, кад год је r ≠ 1, геометријски редови
{\displaystyle {\begin{aligned}G(r,c)&=\sum _{k=0}^{\infty }cr^{k}&&\\&=c+\sum _{k=0}^{\infty }cr^{k+1}&&{\mbox{ (stability) }}\\&=c+r\sum _{k=0}^{\infty }cr^{k}&&{\mbox{ (linearity) }}\\&=c+r\,G(r,c),&&{\mbox{ hence }}\\G(r,c)&={\frac {c}{1-r}},{\mbox{unless it is infinite}}&&\\\end{aligned}}}
могу да буду процењени без обзира на конвергенције. Ригорозније, свака метода сумирања која поседује ове особине и која додељује граничну вредност геометријског низа мора да додели ову вредност. Како год, када је  r реалан број већи од 1, парцијалне суме расту без граница, а просечне методе додељују лимит ∞.

## Класичне методе сабирања
Две класичне методе сумирања за ред, обичне конвергенције и апсолутне конвергенције, дефинишу брие као границу појединих парцијалних сума. Строго говорећи, ово нису баш методе сумирања за дивергентне редове, као што по дефиницији низ дивергира само ако ове методе не функционишу, али су укључене у потпуности. Већина, али не све методе сумирања за дивергентне редове проширују ове методе у већој класи секвенци.

### Апсолутна конвергенција
Апсолутна конвергенција дефинише износ секвенце (или сета) бројева да буде граница мреже свих парцијалних сума
 ak1+ ...+akn, ако постоји. То не зависи од реда елемената секвенце, а класична теорема каже да секвенца апсолутно конвергира ако и само ако је редослед апсолутних вредности конвергентан у стандардном смислу.

### Збир редова
Кошијева класична дефиницијазбира реда a0+a1+... дефинише суму да буде лимит секвенци парцијалних сума
 a0+ ...+an. Ово је подразумевана дефиниција конвергенције секвенци.

## Норлунд значење
Претпоставимо да је pn секвенца позитивних израза, који почињу од p0. Претпоставимо и да 
{\displaystyle {\frac {p_{n}}{p_{0}+p_{1}+\cdots +p_{n}}}\rightarrow 0.}
Ако сада трансформишемо секвенцу s коришћењем да p даје пондерисана средства, постављамо
{\displaystyle t_{m}={\frac {p_{m}s_{0}+p_{m-1}s_{1}+\cdots +p_{0}s_{m}}{p_{0}+p_{1}+\cdots +p_{m}}}}
онда се граница tn како n иде у бесконачност обично зове Норлунд значење  Np(s).
Норлунд значење је регуларно, линеарно и стабилно. Штавише, било која два Норлунд значења су конзистентна.

### Цесаро сабирање
Најзначајнија Норлунд значења су Цесаро сабирања. Ево, ако дефинишемо секвенцу  pk 
{\displaystyle p_{n}^{k}={n+k-1 \choose k-1}}
онда је Цесаро сабирање Сk дефинисано Ck(s) = N(pk)(s). Цесаро сабирање је Норлунд значењеако k ≥ 0, и стога су регулани, линеарни, стабилни и конзистентни. C0 је обичан збир, а C1 је обично Цесаро сабирање. Цесаро сабирање има особину да ако је h > k, онда је Ch јаче од Ck.

## Абелиан значење
Претпоставимо да ј λ = {λ0, λ1, λ2, ...}строго растућа секвенца која тежи бесконачности, и да је λ0 ≥ 0. Претпоставимо да
{\displaystyle f(x)=\sum _{n=0}^{\infty }a_{n}\exp(-\lambda _{n}x)}
конвергира за све реалне бројеве x>0. Тада је Абелиан значење Aλ дефинисано као
{\displaystyle A_{\lambda }(s)=\lim _{x\rightarrow 0^{+}}f(x).}
Уопштено, ако ред за f конвергира само за велико x али може бити аналитички настављено за свако позитивно реално x, онда се још увек може дефинисати збир дивергентног реда границом изнад.
Низ овог типа је познат као уопштен Дириклет низ; у апликацијама физике, ово је познато као метода регуларизације толотом зрна.
Абелиан значења су регуларна и линеарна, али не и стабилна и не увек конзистентна између различитих избора  λ. Међутим, неки специјални случајеви су веома важни методи сумирања.

### Абел сабирање
Ако је λn = n, онда добијамо метод Абел сабирања. Овде
{\displaystyle f(x)=\sum _{n=0}^{\infty }a_{n}e^{-nx}=\sum _{n=0}^{\infty }a_{n}z^{n},}
где је z = exp(−x). Онда границаƒ(x) када се x приближава 0 путем позитивних реалних бројева је граница снаге редова за ƒ(z) кад се z приближава 1 одоздо кроз позитивне реалне бројеве,  Абел сабирање  A(s) је дефинисано као
{\displaystyle A(s)=\lim _{z\rightarrow 1^{-}}\sum _{n=0}^{\infty }a_{n}z^{n}.}
Абел сабирање је занимљиво делом зато што је у складу са Цесаро сабирањем, али моћније : A(s) = Ck(s) сваки пут када ово дефинисано. Абел сабирање је стога регуларно, линеарно, стабилно, и конзистентно са Цесаро сабирањем.

### Линделоф сабирање
Ако је λn = n log(n), онда (индексирањем једног) имамо
{\displaystyle f(x)=a_{1}+a_{2}2^{-2x}+a_{3}3^{-3x}+\cdots .}
Онда L(s), Линделоф сабирање Volkov 2001, је граница ƒ(x) када x тежи нули. Линделоф сабирање је моћан метод када се примењује на снагу реда међу осталим апликацијама, сабирање снаге реда у Митаг-Лефлер стар.
Ако је g(z) аналитички у диску око нуле, а самим тим има Маклаурин ред G(z) са позитивним радијусом конвергенције, онда је L(G(z)) = g(z) у Митаг-Лефлер стар. Штавише, конвергенија g(z) је јединствена на компактним подскуповима звезде.

## Аналитичко настављање
Неколико метода сумирања укључује узимање вредности аналитичког настављања функције. 

### Аналитичко настављање снага редова
Ако Σanxn конвергира за мали комплексан број x и може бити аналитички настављен дуж неког пута од
 x=0 до тачке x=1, онда збир низа може бити дефинисан да буде вреност за x=1. Ова вредност може зависити од избора пута.

### Ојлер сабирање
Ојлер сабирање је у суштини експлицитна форма аналитичког наставка. Ако снага реда конвергира за мали комплексни број z и може се аналитички наставити у отворени диск пречника  −1/(q+1) до 1 и настављајући до 1, онда је његова вредност Ојлерова или (E,q) сумирање низа a0+.... Ојлер је користио ово пре него што је аналитички наставак дефинисан у целини, и дао је експлицитне формуле за снагу низа аналитичког настављања.
Операције Ојлер сумирања може да се понови неколико пута, и то је у суштини еквивалентно узимању аналитичког наставка снаге низа до тачке
z=1.

### Аналитички наставак Дириклет редова
Ова метода дефинише износ низа да буде вредност аналитичког наставка Дириклет низа
{\displaystyle f(s)={\frac {a_{1}}{1^{s}}}+{\frac {a_{2}}{2^{s}}}+{\frac {a_{3}}{3^{s}}}+\cdots }
за s=0, ако ово постоји и јединствен је. Овај медот се понекад меша са зета функцијом регулисања.

### Зета функција регулисања
Ако низ
{\displaystyle f(s)={\frac {1}{a_{1}^{s}}}+{\frac {1}{a_{2}^{s}}}+{\frac {1}{a_{3}^{s}}}+\cdots }
(за позитивне вредности an) конвергира за велико реално s и може се аналитички настављати дуж реалне линије до s=−1, онда се његова вредност за s=−1 зета регуларизација збира низа a1+a2+... Зета функција регуларизације је нелинеарна. У апликацијама, бројеви ai су понекад сопствене вредности само-адјоинт оператера А са компактним ресолвентом, и f(s) је онда траг A−s. На пример, ако A има сопствене вредности 1, 2, 3, ... онда је f(s) Риманова зета функција, ζ(s), чија је вредност за s=−1 једнака −1/12, додељујући вредности дивергентном реду 1 + 2 + 3 + 4 + ⋯. Друге вредности s се такође могу користити за додељивање вредности дивергентном реду  ζ(0)=1 + 1 + 1 + ... = -1/2, ζ(-2)=1 + 4 + 9 + ... = 0 и уопштено{\displaystyle \zeta (-s)=\sum _{n=1}^{\infty }n^{s}=1^{s}+2^{s}+3^{s}+\ldots =-{\frac {B_{s+1}}{s+1}}}, где је Бk Бернулијев број.

## Значење интегралне функције
Ако је J(x)=Σpnxn интегрална функција, онда J је збир низа а0+... дефинисан као
{\displaystyle \lim _{x\rightarrow \infty }{\frac {\sum _{n}p_{n}(a_{0}+\cdots +a_{n})x^{n}}{\sum _{n}p_{n}x^{n}}},}
Ако граница постоји.
Постоји варијантна овог метода где зинс за J има коначан радијус конвергенције r и дивергира за x=r. У том случају се дефинише сума као горе, осим узимања границе као када x тежи r него бесконачности.

### Борел сабирање
У овом специјалног случају када J(x)=ex ово даје једну (слабу) форму Борел сабирања.

### Валиронов метод
Валиронов метод је генерализација Борел сабирања до одређених општијих интегралних функција Ј. Валирон је показао да је под одређеним условима еквивалентно дефинисати збир низа ако је
{\displaystyle \lim _{n\rightarrow +\infty }{\sqrt {\frac {H(n)}{2\pi }}}\sum _{h\in Z}e^{-h^{2}H(n)/2}(a_{0}+\cdots +a_{h})}
где је Х други дериват Г и c(n)=e−G(n).

## Момент методи
Претпоставимо да је dμ мера на реалној правој тако да су сви тренуци
{\displaystyle \mu _{n}=\int x^{n}d\mu }
коначни. Ако је a0+a1+... такав низ да
{\displaystyle a(x)={\frac {a_{0}x^{0}}{\mu _{0}}}+{\frac {a_{1}x^{1}}{\mu _{1}}}+\cdots }
конвергира за свако x у подршци μ, онда је (dμ) збир низа дефинисан као вредност интеграла
{\displaystyle \int a(x)d\mu }
ако је дефинисан. (Приметимо да ако бројеви μn расту брзо, онда они не одређују једнако меру μ.)

### Борел сабирање
На пример, ако је dμ = e−xdx за позитивно x и 0 за негативно x онда је μn = n!, и то даје једну верзију Борел сабирање, где је вредност суме дата као
{\displaystyle \int _{0}^{\infty }e^{-t}\sum {\frac {a_{n}t^{n}}{n!}}dt.}
Постоји генерализација ове зависности на променљивој α, која се назива (Б',α) збир, где је збир низа a0+... дефинисан као
{\displaystyle \int _{0}^{\infty }e^{-t}\sum {\frac {a_{n}t^{n\alpha }}{\Gamma (n\alpha +1)}}dt}
ако овај интеграл постоји. Даља генерализација је да се замени износ по интегралу његовим аналитичким наставком од малог t.

## Мискеланови методи

### Хаусдорф трансформације
Hardy 1949, chapter 11.

### Хутонов медот
1812. године Хутон је увео метод сабирања дивергентног низа почевши са секвенцом парцијалних сума, и поновљањем примене операције за замену секвенцу
 s0, s1, ... путем просека секвенци (s0+ s1)/2, (s1+ s2)/2, ..., а затим узимајући границу Hardy 1949, p. 21.

### Ингам сабирање
Ред a1+... се назива Ингам сабирање до ѕ ако је
{\displaystyle \lim _{x\rightarrow \infty }\sum _{1\leq n\leq x}a_{n}{\frac {n}{x}}\left[{\frac {x}{n}}\right]=s}.
Алберт Ингам је показао да ако је δ било који позитиван број онда (Ц,−δ) (Цесаро) сабирање имплицира Ингам сабирање, а Ингам сабирање инплицира (Ц,δ) сабирање Hardy 1949, Appendix II.

### Ламберт сабирање
Ред a1+... се  назива Ламберт сабирање до ѕ ако је
{\displaystyle \lim _{y\rightarrow 0^{+}}\sum _{n\geq 1}a_{n}{\frac {nye^{-ny}}{1-e^{-ny}}}=s}.
Ако је ред (Ц,к) (Цесаро) могуће сабрати за свако к онда је Ламбер сумирајући до исте вредности, а ако је низ Ламберт сумирајући, онда је Абел сумирајући до исте вредности Hardy 1949, Апендикс II.

### Ле Рој сабирање
Ред a0+... се назива Ле Рој сабирање до ѕ ако је
{\displaystyle \lim _{\zeta \rightarrow 1^{-}}\sum _{n}{\frac {\Gamma (1+\zeta n)}{\Gamma (1+n)}}a_{n}=s}.
Hardy 1949, 4.11

### Митаг-Леферово сабирање
Ред a0+... се назива Митаг-Леферово (M) сабирање до ѕ ако је
{\displaystyle \lim _{\delta \rightarrow 0}\sum _{n}{\frac {a_{n}}{\Gamma (1+\delta n)}}=s}.
Hardy 1949, 4.11

### Рамануџаново сабирање
Рамануџаново сабирање је метод додељивања вредности дивергентним низовима коришћених од стране Рамануџана и на основу Ојлер-Маклауринове формуле сабирања. Рамануџаново сабирање низа
 f(0) + f(1) + ... не зависи само од вредности f у целим бројевима, већ и од вредности функције f са не-саставне тачке, тако да није баш метод сумирања у смислу овог члана.

### Рејманово сабирање
Ред a1+... се назива (Р,k) (или Рејман) сумира се до s ако је
{\displaystyle \lim _{h\rightarrow 0}\sum _{n}a_{n}\left({\frac {\sin nh}{nh}}\right)^{k}=s}.
Hardy 1949, 4.17.
Низ a1+... се назива Р2 сумира се до s ако је
{\displaystyle \lim _{h\rightarrow 0}{\frac {2}{\pi }}\sum _{n}{\frac {\sin ^{2}nh}{n^{2}h}}(a_{1}+\cdots a_{n})=s}.

### Значење Риесз
Ако λn формирати растући низ реалних бројева
{\displaystyle A_{\lambda }(x)=a_{0}+\cdots +a_{n}{\text{ for }}\lambda _{n}<x\leq \lambda _{n+1}}
онда је Риесз (R,λ,κ) сумирање низа a0+... дефинисано као
{\displaystyle \lim _{\omega \rightarrow \infty }{\frac {\kappa }{\omega ^{\kappa }}}\int _{0}^{\omega }A_{\lambda }(x)(\omega -x)^{\kappa -1}dx}

### Вале-Поусин сабирање
Ред a1+... се назива ВП (или Вале-Поусин) сумира се до ѕ ако је
{\displaystyle \lim _{m\rightarrow \infty }a_{0}+a_{1}{\frac {m}{m+1}}+a_{2}{\frac {m(m-1)}{(m+1)(m+2)}}+\cdots =s}.
Харди 1949, 4.17.

## Види и
- 1 − 1 + 2 − 6 + 24 − 120 + · · ·
- Силверман–Тоеплиц теорема